# Élections législatives estoniennes de 2023
Les élections législatives estoniennes de 2023 ont lieu le 5 mars 2023 afin de renouveler les 101 membres du Riigikogu, le parlement estonien.
Arrivée au pouvoir à la suite d'un scandale de corruption ayant fait tomber son prédécesseur, la Première ministre Kaja Kallas est à la tête d'un gouvernement de coalition réunissant sa formation, le Parti de la réforme (ERE), ainsi que le Parti social-démocrate (SDE) et Isamaa.
Voisine de la Russie, membre de l'Union Européenne et de l'OTAN tout en possédant une importante minorité d'origine russe, l'Estonie voit ses élections fortement marquées par les conséquences de l'invasion de l'Ukraine par la Russie l'année précédente.
Le Parti de la réforme arrive largement en tête, plaçant ainsi Kaja Kallas en position de force pour la formation d'un nouveau gouvernement. A l'exception d'Estonie 200 (E200), dont la nette progression lui permet de faire pour la première fois son entrée au Riigikogu, l'ensemble des autres partis stagnent ou perdent des sièges, dont surtout le Parti du centre, qui fait les frais de sa proximité avec la minorité d'origine russe.
Le scrutin est suivi de la formation d'un nouveau gouvernement de coalition réunissant l'ERE, le SDE et E200, reconduisant ainsi Kaja Kallas au poste de Première ministre.

## Contexte

### Élections législatives de 2019

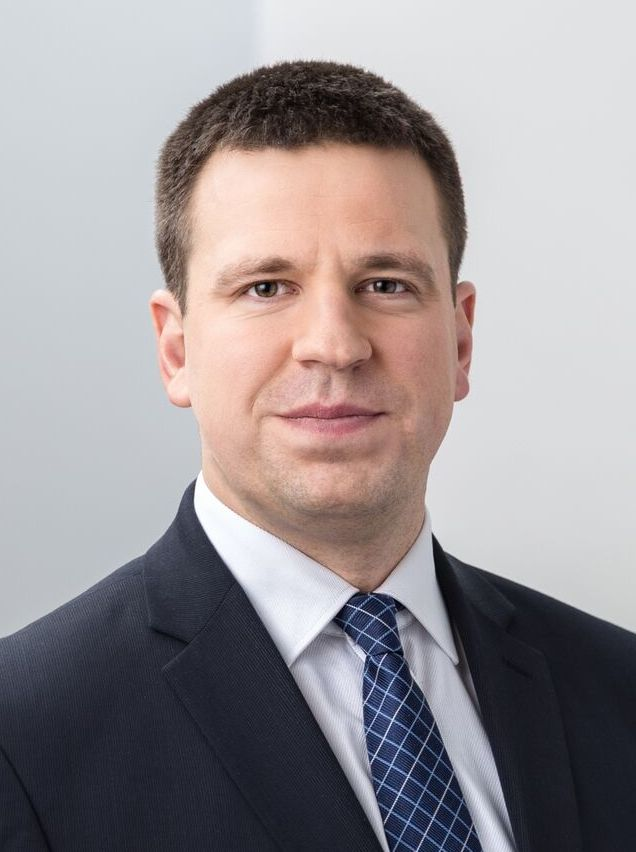
Jüri Ratas.

Les élections législatives de mars 2019 conduisent à la perte de la majorité absolue détenue par le gouvernement du Premier ministre sortant, Jüri Ratas. Le Parti du centre (KESK) qu'il dirige, ainsi que ses partenaires de coalition, Isamaa et le Parti social-démocrate (SDE) essuient tous un recul au profit du Parti de la réforme (ERE) — arrivé en tête — et surtout du Parti populaire conservateur (EKRE), qui se hisse à la troisième place.
La présidente Kersti Kaljulaid charge la dirigeante du Parti de la réforme Kaja Kallas de mener des négociations en vue de la formation d'un gouvernement de coalition. Les efforts de cette dernière s'étalent sur un mois et demi et se soldent cependant sur un échec. Une première tentative se heurte en effet aux relations conflictuelles entre les sociaux démocrates et Isaama, tandis qu'une tentative de rapprochement avec le Parti du centre se voit opposé une fin de non recevoir, ce dernier réagissant très négativement aux conditions annoncées par le ERE. Une ultime tentative de Kaja Kallas de s'allier avec Isamaa et le SDE se heurte à l’hostilité provoquée par ses déclarations antérieures, très critiques envers les deux partis au lendemain de l'échec de sa première tentative,,. Le 15 avril, le Riigikogu entérine l'échec de cette tentative en refusant la confiance à Kaja Kallas par 51 voix contre et 45 pour,.
Fort de l'incapacité de l'opposition à s'unir, Jüri Ratas parvient début avril à former un second gouvernement dans lequel le Parti populaire conservateur prend la place du Parti social-démocrate, relégué dans l'opposition. Le revirement de l'EKRE, qui accepte soudainement la proposition de Ratas malgré son antagonisme antérieur, lui vaut notamment de nombreuses critiques au sein du parti,. Kersti Kaljulaid charge le 16 avril 2019 le premier ministre sortant Jüri Ratas de former un nouveau gouvernement. Le lendemain, le Parlement approuve le projet de coalition entre les trois partis (KESK, Isamaa, EKRE) par 55 voix contre 44. Le gouvernement Ratas II entre en fonction le 29 avril. Chacun des trois partis y dispose de cinq ministres.

### Changements ultérieurs

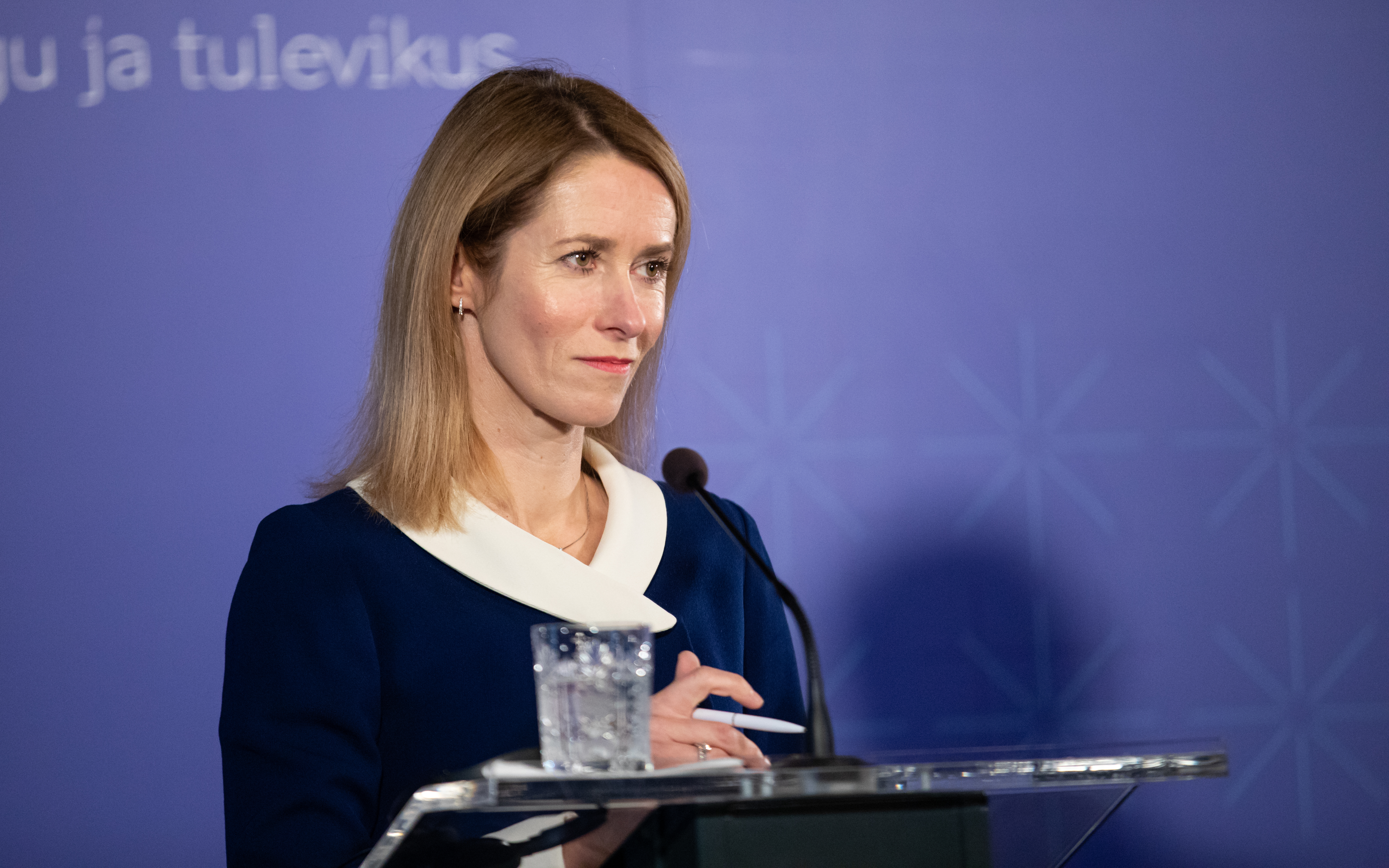
Kaja Kallas.

Le gouvernement Ratas II tombe en janvier 2021 à la suite de l'ouverture d'une enquête pour corruption à l'encontre de cinq membres haut placés du Parti du centre dont son secrétaire général Mihhail Korb. Ces derniers se voient accusé d'avoir demandé le soutien financier de l'homme d'affaires Hillar Teder à hauteur d'un million d'euros en échange d'un soutien au projet immobilier de 39 millions d'euros de son fonds d'investissement, Porto Franco, dans les vieux quartiers de la capitale, Tallinn. En réponse, Jüri Ratas présente sa démission le 12 janvier 2021, ouvrant la voie à l'ouverture le 14 de nouvelles négociations menées par Kaja Kallas en vue de la formation d'un gouvernement. Celui-ci réunit les partis du centre et de la réforme, Jüri Ratas cédant le poste de Premier ministre à Kaja Kallas à la suite d'un accord conclu le 25,. Le nouveau gouvernement reçoit le vote de confiance du parlement le jour même par 70 voix pour, soit le plus grand nombre de voix favorables depuis le gouvernement de Mart Siimann en 1997, tandis que Kaja Kallas devient la première femme à occuper les fonctions de cheffe du gouvernement estonien.
La nouvelle coalition s'effondre cependant un an plus tard, après le vote du Parti du centre avec l'opposition à l'encontre d'un projet de loi relatif à l'éducation. Cette rupture intervient alors dans le contexte de l'Invasion de l'Ukraine par la Russie début 2022, un évènement qui selon la Première ministre « ouvre les yeux sur l'importance d'une compréhension commune par les partis de la menace qui pèse sur l'Estonie en tant que pays voisin de la Russie ». Ce contexte géopolitique pèse lourdement sur le parti du centre, proche depuis plusieurs décennies de la minorité russophone, entrainant des frictions qui aboutissent finalement à la chute du gouvernement. En réponse au vote du parti du centre, Kaja Kallas demande le 3 juin 2022 au président Alar Karis — qui succède en 2021 à Kersti Kaljulaid — de relever de leurs fonctions l'ensemble des ministres qui en sont issus, puis ouvre des négociations avec Isamaa et le SDE. Celles ci aboutissent à la conclusion d'un accord le 15 juillet suivant, et au vote le même jour de la confiance au Gouvernement Kaja Kallas II par 52 voix pour et 26 contre.

## Mode de scrutin

Carte des douze circonscriptions.

Le Riigikogu est composé de 101 sièges pourvus pour quatre ans au scrutin proportionnel plurinominal avec listes ouvertes et vote préférentiel. Sur ce total, 75 sièges sont à pourvoir dans 12 circonscriptions de 5 à 15 sièges en fonction de leurs populations, et les 26 sièges restants, dits de « compensation » sont répartis au niveau national selon la méthode d’Hondt à tous les partis ayant dépassé le seuil électoral de 5 % des voix, afin de rapprocher le plus possible les résultats en sièges à ceux du vote de la population,.
Le droit de vote s'obtient à 18 ans. Les électeurs ont la possibilité d'effectuer un vote préférentiel pour l'un des candidats de la liste pour laquelle ils votent, afin de faire monter sa place dans la liste. Si un candidat recueille ainsi davantage de votes préférentiels que le montant du quotient simple dans sa circonscription, il est déclaré élu même si la liste dont il est candidat échoue à franchir le seuil national de 5 %,.
L'Estonie a effectué dès les années 2000 un virage au « tout-numérique » rendant possibles la plupart des démarches administratives sur internet. Elle devient ainsi en 2007 le premier pays à permettre de voter en ligne, qui s'accompagne de la possibilité de voter de manière anticipée. Sur les 966 129 électeurs inscrits sur les listes électorales en 2023, plus de 376 000 votent ainsi pendant la période dédiée du 27 février au 4 mars, soit plus de 40 % de participation avant même le scrutin en présentiel, qui s'ouvre le 5 mars de 9 heures du matin à 20 heures du soir. Les électeurs ayant voté de manière anticipée peuvent toujours changer d'avis en votant en présentiel, ce qui remplace alors leur vote précédent,,.

## Forces en présence
| Parti | Parti                                                                 | Chef de file        | Idéologie                                                                                         | Résultats en 2019           |
| ----- | --------------------------------------------------------------------- | ------------------- | ------------------------------------------------------------------------------------------------- | --------------------------- |
|       | Parti de la réforme Eesti Reformierakond (ERE ou Ref)                 | Kaja Kallas         | Centre droit Libéralisme économique, libéralisme classique                                        | 28,94 % des voix 34 députés |
|       | Parti du centre Eesti Keskerakond (KESK)                              | Jüri Ratas          | Centre à centre gauche Social-libéralisme, défense de la minorité russe                           | 23,10 % des voix 26 députés |
|       | Parti populaire conservateur Eesti Konservatiivne Rahvaerakond (EKRE) | Martin Helme        | Droite à extrême droite Nationalisme, national-conservatisme, euroscepticisme, démocratie directe | 17,76 % des voix 19 députés |
|       | Isamaa Isamaa                                                         | Helir-Valdor Seeder | Centre droit à droite Conservatisme, démocratie chrétienne, national-conservatisme                | 11,44 % des voix 12 députés |
|       | Parti social-démocrate Sotsiaaldemokraatik Erakond (SDE)              | Lauri Läänemets     | Centre gauche Social-démocratie, troisième voie                                                   | 9,83 % des voix 10 députés  |
|       | Estonie 200 Eesti 200 (E200)                                          | Lauri Hussar        | Centre Social-libéralisme, libéralisme économique, technocratie                                   | 4,36 % des voix 0 députés   |

## Campagne

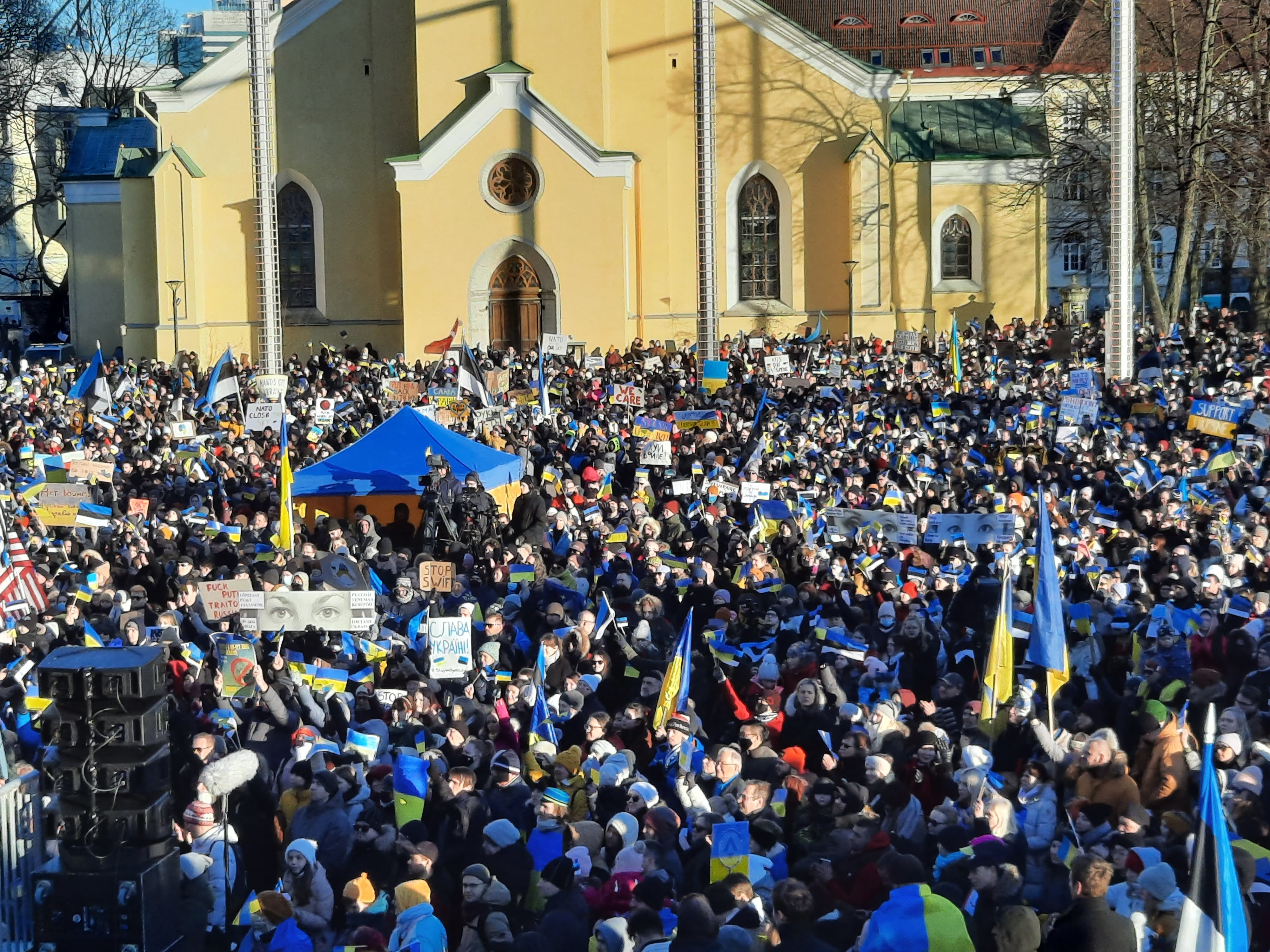
Manifestation de soutien à l'Ukraine sur la Place de la Liberté de Tallinn le 26 février 2022.

La campagne électorale est très largement dominée par les questions militaires, culturelles et économiques liées à l'invasion de l'Ukraine par le voisin russe,,. La classe politique estonienne réagit fortement sur ce sujet, l'histoire récente du pays étant encore marquée par l'invasion et l'occupation du pays par l'URSS jusqu'en 1991. Cette occupation a notamment conduit à la présence d'une importante minorité d'origine russe, encore largement russophone, qui représente environ un cinquième de la population du pays, principalement dans le comté de Viru oriental. L'invasion amène l'Union européenne et les États-Unis à réagir en imposant de lourdes sanctions  à la Russie, dont l'impact a des répercussions sur l'économie mondiale dans un contexte de forte inflation. L'invasion de l'Ukraine met ainsi au premier plan les préoccupations liées à la défense nationale dans le cadre de l'OTAN, à la montée du coût de la vie et à la gestion de la langue russe dans le système éducatif.
En bonne position dans les sondages, le Parti de la réforme (ERE) de la Première ministre Kaja Kallas est néanmoins confronté à la perte probable de sa majorité en raison du recul de ses partenaires de coalitions, Isamaa et le Parti social-démocrate (SDE),.
En matière de politique étrangère, les principaux partis en lice se rejoignent sur le soutien à l'Ukraine et à l'OTAN mené par le gouvernement sortant ainsi que sur une augmentation du budget de la Défense à 3 % du PIB,,. Le ministre des Affaires étrangères, Urmas Reinsalu, issu d'Isamaa, réitère ainsi deux jours avant le scrutin la volonté de l'Estonie de permettre à l'Ukraine de rejoindre à terme l'OTAN. Tout comme son voisin letton, le pays va jusqu'à expulser son ambassadeur russe en janvier 2023,. Le Parti de la gauche unie d'Estonie (EÜVP) reçoit à l'inverse le soutien du mouvement poutiniste Ensemble qui, n'étant pas parvenu à se faire enregistrer à temps comme parti politique faute d'un nombre suffisant d'adhérents, voit ses dirigeants se présenter au sein de la liste de l'EÜVP.
Dans le domaine éducatif, l'ERE soutient l'introduction de cours de défense nationale à l'école afin de développer le sentiment d'appartenance nationale. Son partenaire de coalition Isamaa promet de soutenir la langue estonienne, notamment dans les universités, une position que rejoint le Parti populaire conservateur (EKRE). Autre allié de l'ERE, le SDE se prononce tout comme Estonie 200 (E200) pour un système d'écoles unifié imposant la mixité entre les étudiants estonophones et russophones,. Après avoir échoué de peu à franchir le seuil électoral en 2019, l'E200, très atlantiste, bénéficie cette fois-ci d'un net essor dans les sondages qui lui permet d’espérer faire son entrée pour la première fois au Riigikogu.

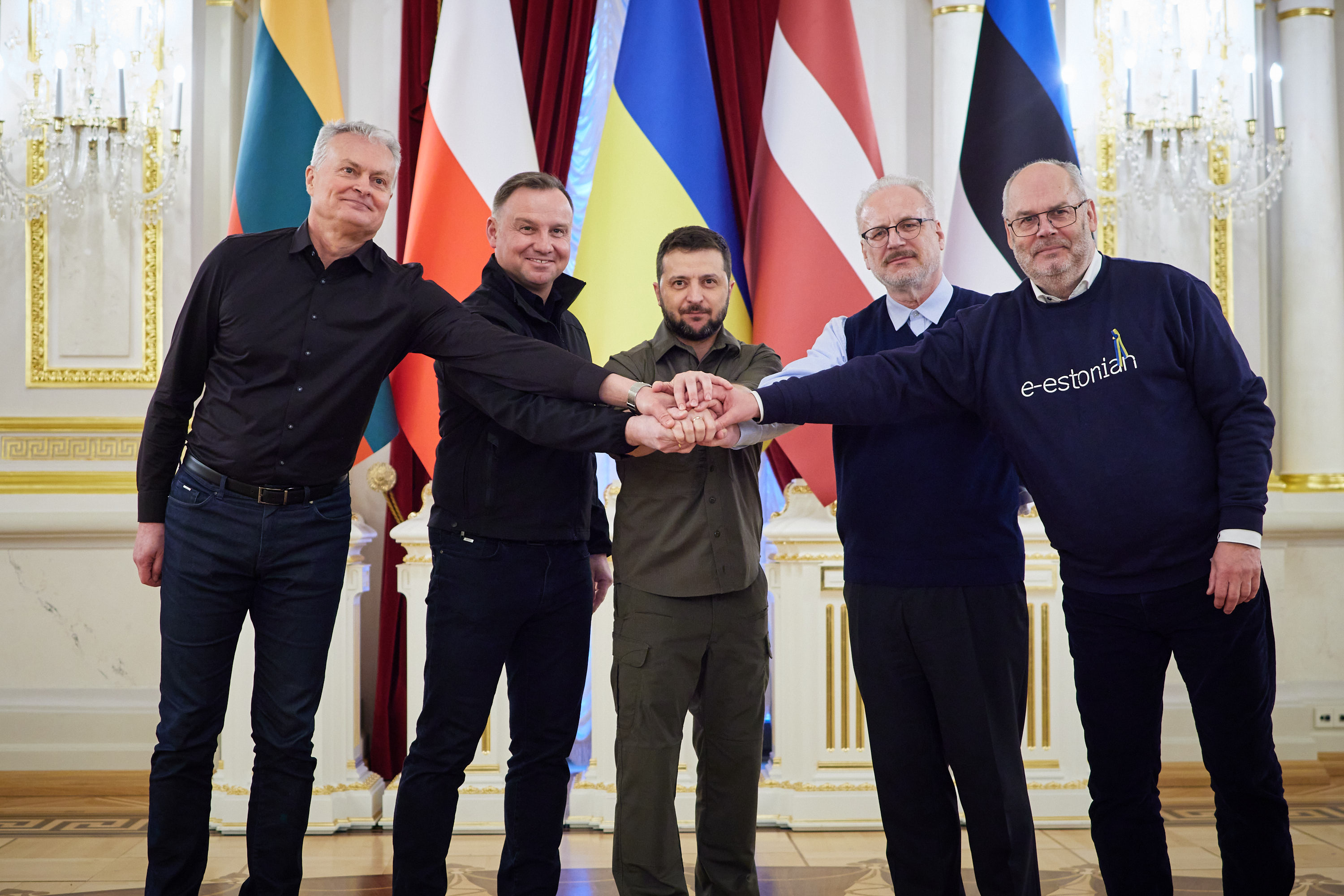
Les présidents lituanien (Gitanas Nausėda), polonais (Andrzej Duda), ukrainien (Volodymyr Zelensky), letton (Egils Levits) et estonien (Alar Karis) réunit à Kiev le 13 avril 2022.

Défenseur de la minorité russophone dont il reçoit l'essentiel des voix, le Parti du centre (KESK) subit de plein fouet les tensions liées à la guerre et accuse une nette baisse dans les sondages, qui fait envisager à la formation son pire résultat dans les urnes depuis 1995. Le parti peine notamment à prendre clairement position sur le sujet de l'éducation, tout en appelant à une augmentation des salaires dans le secteur de la défense.
L'unité des partis sur l'augmentation du budget de l'armée n'empêche pas certaines divergences quant aux moyens à mettre en œuvre. Le SDE promet ainsi l'instauration d'une nouvelle taxe pour soutenir une augmentation du budget dédiée à la défense à 3,5 % du PIB tout en maintenant le budget de la politique sociale. L'EKRE va jusqu'à soutenir la remilitarisation de la frontière en réintroduisant la présence de gardes armés. Sa ligne nationaliste empreinte d'un fort euroscepticisme pâtit cependant du resserrement de l'opinion publique derrière l'Union européenne et l'OTAN. S'ils déclarent soutenir ces derniers et l'Ukraine, ses dirigeants se révèlent ambivalents quant aux livraisons d'armes qui lui sont faites, plaidant contre de nouveaux envois afin de ne pas nuire davantage aux relations avec Moscou. Bien qu'en hausse par rapport à 2019, l'EKRE décroche ainsi dans les sondages dans les mois qui précédent le scrutin. Le Parti vert (EER) se démarque pour sa part en promettant une augmentation du nombre de navire de la Marine nationale et l'extension aux femmes de la conscription.
Les questions économiques se concentrent sur la gestion de la hausse de l'inflation, qui s’établit à 18,6 % en janvier 2023, le pays ayant notamment coupé totalement ses importations de gaz russe dès avril 2022, provoquant une forte hausse des prix de l’énergie. L'opposition accuse le gouvernement de ne parler que des sujets liés à la défense pour ne pas avoir à aborder le sujet de son bilan en matière économique. Tous les partis s'accordent néanmoins sur une augmentation des pensions de retraite afin de les porter au minimum à 1 000 euros. Le KESK, le SDE et l'EER se déclarent en faveur de l'introduction d'un impôt progressif, tandis que l'ERE fait campagne sur la promesse d'un maintien du budget en équilibre. A l'opposé, l'EKRE, E200 et La Droite (P) promettent quant à eux une baisse des impôts et des cotisations patronales,.
La question de l'introduction d'une forme de démocratie directe afin de rendre la démocratie estonienne plus représentative fait par ailleurs l'objet d'un consensus dans les programmes des principaux partis.

## Résultats

### Nationaux
|                           |                                     |         |       |      |        |               |  |  |  |  |  |  |  |  |
| Parti                     | Parti                               | Voix    | %     | +/-  | Sièges | +/-           |  |  |  |  |  |  |  |  |
|                           | Parti de la réforme (ERE)           | 190 632 | 31,24 | 2,30 | 37     | 3             |  |  |  |  |  |  |  |  |
|                           | Parti populaire conservateur (EKRE) | 97 966  | 16,05 | 1,71 | 17     | 2             |  |  |  |  |  |  |  |  |
|                           | Parti du centre (KESK)              | 93 254  | 15,28 | 7,82 | 16     | 10            |  |  |  |  |  |  |  |  |
|                           | Estonie 200 (E200)                  | 81 329  | 13,33 | 8,97 | 14     | 14            |  |  |  |  |  |  |  |  |
|                           | Parti social-démocrate (SDE)        | 56 584  | 9,27  | 0,56 | 9      | 1             |  |  |  |  |  |  |  |  |
|                           | Isamaa (IE)                         | 50 118  | 8,21  | 3,23 | 8      | 4             |  |  |  |  |  |  |  |  |
|                           | Parti de la gauche unie (EÜVP)      | 14 605  | 2,39  | 2,30 | 0      | en stagnation |  |  |  |  |  |  |  |  |
|                           | La Droite (P)                       | 14 037  | 2,30  | Nv.  | 0      | en stagnation |  |  |  |  |  |  |  |  |
|                           | Parti vert (EER)                    | 5 886   | 0,96  | 0,86 | 0      | en stagnation |  |  |  |  |  |  |  |  |
|                           | Indépendants                        | 5 888   | 0,96  | 0,68 | 0      | en stagnation |  |  |  |  |  |  |  |  |
|                           |                                     |         |       |      |        |               |  |  |  |  |  |  |  |  |
| Suffrages exprimés        | Suffrages exprimés                  | 610 299 | 99,43 |      |        |               |  |  |  |  |  |  |  |  |
| Votes blancs et invalides | Votes blancs et invalides           | 3 502   | 0,57  |      |        |               |  |  |  |  |  |  |  |  |
| Total                     | Total                               | 613 801 | 100   | –    | 101    | en stagnation |  |  |  |  |  |  |  |  |
| Abstentions               | Abstentions                         | 352 328 | 36,47 |      |        |               |  |  |  |  |  |  |  |  |
| Inscrits / participation  | Inscrits / participation            | 966 129 | 63,53 |      |        |               |  |  |  |  |  |  |  |  |

### Résultats par circonscriptions

#### Résumé
|           |           |       |       |       |      |       |      |       |      |       |       |       |      |       |       |       |      |       |       |       |       |       |      |       |      |
| Partis/C. | Partis/C. | 1     | 1     | 2     | 2    | 3     | 3    | 4     | 4    | 5     | 5     | 6     | 6    | 7     | 7     | 8     | 8    | 9     | 9     | 10    | 10    | 11    | 11   | 12    | 12   |
| Partis/C. | Partis/C. | %     | +/-   | %     | +/-  | %     | +/-  | %     | +/-  | %     | +/-   | %     | +/-  | %     | +/-   | %     | +/-  | %     | +/-   | %     | +/-   | %     | +/-  | %     | +/-  |
|           | REF       | 31,40 | 2,39  | 29,42 | 3,12 | 34,71 | 2,22 | 40,04 | 1,94 | 27,64 | 0,96  | 31,06 | 7,31 | 14,12 | 0,17  | 27,82 | 1,71 | 30,34 | 3,10  | 35,92 | 1,34  | 23,98 | 0,71 | 29,53 | 3,18 |
|           | EKRE      | 9,67  | 1,65  | 9,05  | 1,11 | 11,67 | 2,47 | 14,57 | 3,77 | 19,38 | 2,17  | 20,44 | 0,98 | 8,38  | 0,11  | 23,29 | 0,89 | 19,71 | 2,66  | 14,55 | 2,49  | 26,47 | 1,77 | 25,98 | 2,10 |
|           | KESK      | 20,89 | 9,27  | 29,00 | 8,64 | 18,90 | 5,05 | 10,16 | 4,92 | 11,24 | 6,69  | 13,40 | 6,54 | 25,80 | 24,92 | 10,23 | 6,47 | 9,16  | 6,22  | 7,34  | 6,26  | 13,39 | 7,95 | 11,41 | 7,79 |
|           | E200      | 15,64 | 10,95 | 10,89 | 5,51 | 14,22 | 9,58 | 13,66 | 9,62 | 17,06 | 12,67 | 8,75  | 5,68 | 8,31  | 4,57  | 10,67 | 7,84 | 14,63 | 10,35 | 18,43 | 12,46 | 11,49 | 7,06 | 12,79 | 9,42 |
|           | SDE       | 10,01 | 0,10  | 8,60  | 0,17 | 8,93  | 0,39 | 7,09  | 1,31 | 13,88 | 3,21  | 7,46  | 1,55 | 7,62  | 7,22  | 12,94 | 0,44 | 9,03  | 0,27  | 9,92  | 1,43  | 12,32 | 0,64 | 6,70  | 0,05 |
|           | IE        | 5,63  | 3,18  | 5,37  | 2,37 | 6,47  | 3,73 | 8,33  | 2,80 | 7,85  | 2,61  | 13,72 | 6,56 | 3,96  | 2,58  | 11,89 | 4,60 | 11,96 | 5,50  | 8,60  | 3,48  | 8,52  | 1,12 | 9,97  | 2,27 |
|           | EÜVP      | 3,27  | 3,15  | 4,94  | 4,78 | 1,86  | 1,79 | 1,26  | 1,17 |       |       | 1,46  | 1,42 | 14,88 | 14,64 |       |      | 1,53  | 1,45  | 1,60  | 1,53  |       |      | 0,66  | 0,56 |
|           | P         | 2,28  | Nv.   | 1,61  | Nv.  | 2,10  | Nv.  | 3,36  | Nv.  | 2,08  | Nv.   | 2,98  | Nv.  | 0,95  | Nv.   | 2,05  | Nv.  | 2,57  | Nv.   | 1,97  | Nv.   | 2,28  | Nv.  | 2,17  | Nv.  |
|           | EER       | 1,08  | 2,14  | 1,02  | 1,08 | 1,14  | 1,32 | 0,71  | 1,15 | 0,87  | 1,14  | 0,53  | 0,62 | 0,47  | 0,29  | 0,78  | 0,23 | 1,04  | 0,43  | 1,67  | 0,42  | 1,25  | 0,23 | 0,80  | 0,43 |
|           | Ind.      | 0,13  | -     | 0,09  | -    |       |      | 0,83  | -    |       |       | 0,19  | -    | 15,50 | -     | 0,31  | -    |       |       |       |       | 0,24  | -    |       |      |

## Analyse et conséquences
Pour la première fois, un scrutin national voit une majorité des votants utiliser un vote en ligne, 51,10 % des estoniens ayant voté par ce moyen, contre 43,80 % en 2019,. Le  Parti populaire conservateur (EKRE) conteste cependant la validité de ces votes, et exige un recompte des voix.
Le scrutin est une victoire pour le Parti de la réforme (ERE) de la Première ministre Kaja Kallas. Arrivé largement en tête, l'ERE se positionne en composante incontournable du prochain gouvernement, l'incertitude résidant sur le choix de ses partenaires de coalitions. Les élections sont par conséquent perçues comme un renforcement supplémentaire de la position pro-atlantiste de l'Estonie. La Première ministre réunit sur son nom les votes préférentiels de 31 821 électeurs, soit à elle seule un peu plus de 5 % des suffrages exprimés, un record dans le pays.
Si Isamaa et le Parti social-démocrate (SDE) enregistrent un recul plus faible qu'attendu, qui permet à la coalition sortante de conserver théoriquement la majorité à l'assemblée, une nouvelle coalition est également jugée possible avec le Parti du centre, qui enregistre un très fort recul, ou avec le SDE et Estonie 200 (E200). Comme le laissait attendre les sondages, ce dernier est le deuxième grand gagnant du scrutin, qui le voit décrocher pour la première fois des sièges au parlement. En position de force, Kaja Kallas laisse entendre au soir du scrutin que la répartition des ministres du prochain gouvernement devrait être faite en proportion du nombre de sièges des partis et non plus d'un nombre égal de ministres entre chaque partis de la coalition comme lors des gouvernements précédents. La contre performance de l'EKRE par rapport aux sondages de début d'année permet à Kaja Kallas de tenir sa ligne, celle ci ayant publiquement exclue toute coalition avec l'EKRE en raisons de profondes divergences sur la politique économique et migratoire ainsi que de son attitude vis à vis de Moscou. La Première ministre doit se voir confier la tâche de former un gouvernement par le président Alar Karis dans les deux semaines, après quoi elle dispose de deux semaines supplémentaires pour former son gouvernement. Le 7 mars, elle invite le SDE et E200 à entamer des négociations.
L'EKRE dépose le 9 mars un recours auprès de la Cour suprême dans lequel il demande l'annulation des élections, arguant que le vote électronique est inconstitutionnel,. Il est rejeté quatre jours plus tard.

### Formation du gouvernement
Les négociations de coalition sont marquées par la question de la légalisation du mariage homosexuel, dont Estonie 200 fait une condition tout en la reconnaissant comme négociable. Si Kaja Kallas s'y déclare favorable, la légalisation fait l'objet de réticences de la part d'une partie des députés de l'ERE élus dans le monde rural, où l'électorat y est plus opposé. La coalition envisage de se contenter de mettre en application la légalisation en 2014 de l'union civile, le parlement n'ayant toujours pas voté de textes d'application.
Comme attendu, un accord sur la formation d'une coalition ERE-SDE-E200 est conclu. Il est annoncé le 8 avril par Kaja Kallas, qui est reconduite au poste de Première ministre, et signé deux jours plus tard par les dirigeants des trois partis,. Sur les treize ministères mis en place, sept reviennent au Parti de la réforme, dont ceux des Finances et de la Défense, tandis que le Parti social-démocrate et Estonie 200 en obtiennent trois chacun. Le 11, Kaja Kallas reçoit officiellement d'Alar Karis le mandat de former le nouveau gouvernement. Ce dernier obtient le lendemain le vote de confiance du Riigikogu par 59 voix pour et 38 contre. La prestation de serment de ses membres intervient le 17 avril suivant,,.
Kaja Kallas fait notamment part de sa volonté de faire de l'augmentation du budget de la défense et de la légalisation du mariage homosexuel les deux premiers grands chantiers de son gouvernement. La légalisation intervient le 20 juin 2023 après un vote en ce sens d'une nouvelle loi, qui prend effet le 1er janvier 2024.